# Feliks Pluta
Feliks Pluta (ur. 27 listopada 1928 r. w Ostrowcach) – filolog polski, specjalizujący się w dialektologii i językoznawstwie, nauczyciel akademicki, związany z Wyższą Szkołą Pedagogiczną w Opolu (obecnie Uniwersytet Opolski).

## Życiorys

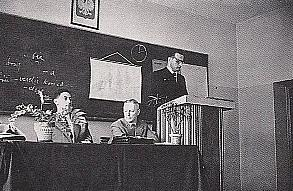
Obrona doktoratu przez mgr Feliksa Plutę (po prawej) w V 1961 roku

Urodził się w 1928 roku w Ostrowcach, w województwie świętokrzyskim, gdzie spędził dzieciństwo i wczesną młodość wychowywany przez matkę, ponieważ jego ojciec zarabiał na utrzymanie rodziny we Francji przez 16 lat jako robotnik. Gimnazjum i liceum humanistyczne ukończył w Przemyślu. Następnie studiował filologię polską początkowo na Uniwersytecie Wrocławskim, po czym przeniósł się na Uniwersytet im. Adama Mickiewicza w Poznaniu. Po ukończeniu studiów w 1954 roku przeniósł się do Opola. Należał do pionierów opolskiej Wyższej Szkoły Pedagogicznej. Przeszedł na niej wszystkie stopnie kariery akademickiej od asystenta poprzez doktorat w 1961 r., mianowanie docentem w 1968 r. do profesora w 1976 roku.
Bezkonfliktowo pełnił wiele ważnych ról społecznych, w jakich może występować uczony najwyższej miary: ról badacza, nauczyciela, eksperta, doradcy oraz organizatora. Przez 19 lat (w latach 1968–1987) nieprzerwanie pełnił funkcję dziekana Wydziału Filologiczno-Historycznego WSP. Pod Jego kierownictwem wydział uzyskał prawa habilitowania, najpierw w dyscyplinie historia w 1973 roku, a następnie w 1986 roku w zakresie językoznawstwa i literaturoznawstwa. Otrzymanie tych uprawnień przez WSP w Opolu było formą nobilitacji uczelni w ogólnopolskim środowisku akademickim oraz przyznaniem jej pełnego statusu akademickiego. Za jego kadencji Wydział Filologiczno-Historyczny znacznie zdystansował Wydział Matematyki, Fizyki i Chemii WSP. Ponadto przez wiele lat Feliks Pluta wykładał w Wyższej Szkole Pedagogicznej im. Jana Długosza w Częstochowie.

## Dorobek naukowy
Jego zainteresowania naukowe koncentrują się wokół zagadnień związanych z dialektologią, historią języka, onomastyką, słowotwórstwem i słownictwa języka polskiego. Opublikował około 160 prac. Do najważniejszych z nich należą:
- Dialekt głogówecki. Cz. I. Fonetyka, Wrocław–Warszawa–Kraków 1963.
- Dialekt głogówecki. Cz. II. Słowotwórstwo. Fleksja. Teksty gwarowe, Wrocław 1964.
- Gwara w utworach współczesnych pisarzy pochodzenia północnomałopolskiego, Wrocław 1971.
- Słownictwo Dzierżysławic w powiecie prudnickim, Wrocław 1975.
- Język polski w okresie drugiej wojny światowej. Studium słowotwórczo-semantyczne, Opole 1975.
- Język Rafała Urbana, Opole 1992.
- Studia językoznawcze. Historia języka. Dialektologia. Onomastyka, Częstochowa 2001.

## Odznaczenia
Postanowieniem Prezydenta RP z 27 września 1999 za wybitne zasługi w pracy naukowo-dydaktycznej odznaczony został Krzyżem Komandorskim Orderu Odrodzenia Polski.
W 1968 odznaczony Srebrnym Krzyżem Zasługi, w 1973 Krzyżem Kawalerskim Orderu Odrodzenia Polski, a w 1976 Medalem KEN